# Strafrecht (England und Wales)
Das Strafrecht Englands und Wales’ bezeichnet den Teil des Rechts von England und Wales, der sich mit den Bestandteilen und Konsequenzen strafbarer Handlungen beschäftigt. Das englische Strafrecht ist in großen Teilen nicht gesetzlich geregelt, sondern in der Tradition des common law Richterrecht. Die Straftat setzt sich im englischen Recht aus actus reus und mens rea zusammen.

## Rechtsquellen
Das englische Strafrecht ist strukturell – wie alles Recht in England und Wales – Fallrecht, common law. Es ist nicht durch die Deduktion aus allgemeinen Prinzipien geprägt, sondern in der empirisch-induktiven Denktradition der angelsächsischen Welt durch die Lösung konkreter Probleme. Aus der Skepsis gegenüber der Ableitung aus allgemeinen Prinzipien resultiert die Skepsis gegenüber Kodifikationen: Bis heute kennt England kein Strafgesetzbuch, keine geschriebene Verfassung. An seine Stelle tritt das reasoning from case to case, die Einzelfallentscheidung des Gerichts. Die Entscheidungen der Obergerichte sind bindend für die Gerichte gleicher und niederer Ordnung (rule of binding precedent, stare decisis). Sie werden in sog. law reports veröffentlicht; die wichtigsten sind die All England Law Reports und die English Reports. Der bindende Teil eines Urteils wird als ratio decidendi, nebensächliche Erörterungen als obiter dictum bezeichnet.
Freilich bestehen auch in England Strafgesetze (statute law) des Parlaments. Ihre Genese verdanken sie jedoch weniger dem Bedürfnis nach umfassender Regelung eines Teilbereichs, sondern der Reaktion auf aktuelle Ereignisse von politischer Relevanz oder der Abmilderung von Härten oder Unklarheiten des common law. Normenhierarchisch stehen diese über dem common law, auch wenn ihnen in der rechtspolitischen Diskussion nicht die Dignität des jahrhundertealten common law eignet. Dennoch steht ihre Anwendung nicht zur Disposition des Richters; das englische Recht kennt keine richterliche Kontrolle des Souveräns, des King-in-Parliament under God. Die Auslegung der Gesetze durch die Richter ist wiederum bindend nach den Regeln des binding precedent. Die Richterschaft tendiert zu einer buchstabengetreuen, äußerst engen und restriktiven Auslegung der statutes, wohl um die evolutorische Entwicklung des common law nicht zu „stören“.
Im Jahr 2011 bestanden etwa 8.000 Strafgesetze. Ihr Regelungsbereich umfasst meist einzelne Straftatbestände, während der allgemeine Teil, also Aufbau der Straftat, zu ganz überwiegenden Teilen noch immer common law ist. Die wichtigsten Straftaten, die noch aufgrund common law bestehen, sind Mord, manslaughter (Totschlag), assault und conspiracy. Prinzipiell sind die Gerichte befugt, neue Straftatbestände zu schaffen. 1975 hat das House of Lords jedoch darauf verzichtet, neue common-law-Tatbestände zu schaffen.
Das zum Teil inkohärente und unsystematisch wirkende Gebilde des englischen Strafrechts ist nicht ohne Kritik geblieben: Es kollidiere mit dem Grundsatz nulla poena sine lege, die Strafbarkeit hänge oft von historischen Zufälligkeiten ab. Die Law Commission versuchte deshalb das geltende Strafrecht zu kodifizieren im sog. Draft Criminal Code (DCC). Die fortwährende Skepsis gegenüber Kodifikationen führte jedoch 2008 dazu, dass die Law Commission offiziell Abschied von parlamentarischen Durchsetzung des DCC nahm.

## Strafbarkeitslehre
Die englische Strafbarkeitslehre geht davon aus, dass ein Mensch sich durch eine aktive Handlung strafbar macht, wenn diese vorsätzlich oder fahrlässig begangen wurde.

### Actus reus
Nach tradierter Auffassung des englischen Rechts kann strafbares Verhalten nicht in Unterlassen bestehen. So beschreibt Lord Diplock in R v Miller (1983) die Rechtslage hierzu unter Bezug auf das Gleichnis vom barmherzigen Samariter wie folgt:

“The conduct of the parabolic priest and Levite on the road to Jericho may indeed have been deplorable but English law has not so far developed to the stage of treating it as criminal.”

Diese Grundregel wurde jedoch durch viele Ausnahmen eingeschränkt: So führt Unterlassen etwa dann zu Strafbarkeit, wenn im statute law lediglich davon gesprochen wird, dass ein Erfolg „verursacht“ werden muss. Aber auch im Bereich der gesetzlich nicht fixierten common law-Straftaten werden mehrere Ausnahmen diskutiert:
- Continuous act (‚andauernde Handlung‘): Im Fall Fagan v Metropolitan Police Comr (1969) fuhr der defendant (im Folgenden D) versehentlich über den Fuß eines Polizisten. Trotz Aufforderung wegzufahren verweilte er mit dem Auto mehrere Minuten auf dem Fuß. Er wurde wegen assaulting the police officer in the execution of his duty verurteilt. Der Divisional Court hielt die Verurteilung aufrecht. Das bloße Fahren auf den Fuß sei zwar nicht strafbar, da hier noch keine mens rea bestand. Das Verweilen auf dem Fuße sei jedoch als continuous act (‚andauernde Handlung‘) mit dem Fahren auf den Fuß zu betrachten. Bridge J schloss sich der Mehrheitsmeinung nicht an, mit der Begründung, das Verweilen sei bloße Unterlassung.
Im Fall Meli v R (1954) schlug D das Opfer (im Folgenden V) zuerst zusammen und hielt V danach für tot. Er warf die vermeintliche Leiche danach von einer Klippe. Ein medizinisches Gutachten bewies im Prozess, dass V erst nach dem Wurf starb. D wurde verurteilt, strengte aber einen appeal zum Privy Council an, mit der Begründung, während des Wurfes habe keine mens rea mehr vorgelegen. Der Privy Council schloss sich dem nicht an, sondern verwies darauf, dass der gesamte Vorgang als continuous act zu behandeln sei.
- Dangerous situation (‚Handlungspflicht wegen Hervorrufens einer gefährlichen Situation‘): In R v Miller (1983) fiel D in Schlaf während er eine Zigarette rauchte. Die Zigarette bewirkte einen Brand. Als D aufwachte und den Brand bemerkte, wechselte er das Zimmer. Das House of Lords hielt seine Verurteilung wegen arson (‚Brandstiftung‘) aufrecht: Wer eine gefährliche Situation schaffe, habe die Pflicht, die Gefahr zu beseitigen. D war somit trotz bloßer Unterlassung strafbar.
2003 folgte der High Court dieser Entscheidung in DPP v Santa-Bermudez. Der DPP legte im Wege des case-stated-Verfahrens appeal gegen ein Urteil des Crown Courts ein. Dieser hatte einen Freispruch des Magistrates’ Court bestätigt: D wurde in einer U-Bahn-Station von einer Polizistin durchsucht. D verschwieg auf Nachfrage, dass er Spritzen in seinen Taschen mit sich trug. Die Polizistin wurde bei der Durchsuchung von einer Spritze verletzt. Der High Court hob den Freispruch auf, mit der Begründung, dass Miller folgend auch eine Unterlassung strafbar sei, wenn D eine gefährliche Situation geschaffen habe.
- Special relationship (‚besonderes Näheverhältnis‘): Besteht zwischen D und V ein besonderes Näheverhältnis (etwa Mutter/Kind, Arzt/Patient), folgt daraus eine Pflicht, die zu Strafbarkeit wegen Unterlassung führt. So verurteilte der Court of Criminal Appeal in R v Gibbins and Proctor (1918) D und dessen Geliebte, die Ds Kind verhungern ließen wegen murder (~ ‚Mord‘).
- Undertaking a duty (‚freiwillige Übernahme einer Pflicht‘): In R v Stone and Dobinson (1977) verurteilte der Court of Appeal D und seine Geliebte wegen manslaughter (~ ‚Totschlag‘), weil sie Ds schwerkranker Schwester, die bei ihnen zur Miete wohnte, keinen Arzt riefen.
- Statutory duty (‚gesetzliche Pflicht‘): Der Children and Young Persons Act 1933 (CYPA) legt Eltern die Pflicht auf, sich umfassend um ihre Kinder zu kümmern. Eine Verletzung dieser Pflicht, auch wenn sie bloße Unterlassung ist, kann zu Strafbarkeit führen.
- Contractual duty (‚vertragliche Pflicht‘): In R v Pittwood (1902) verurteilte der Court of Assizes in Taunton einen Bahnwärter, der eine Schranke geöffnet und nicht wieder geschlossen hatte. Auch die vertragliche Pflicht gegenüber einem Dritten könne zur Strafbarkeit führen.
- Duty to law enforcement (‚Pflicht zur Rechtsdurchsetzung‘): In R v Clarkson (1971) hob der Court Martial die Verurteilung eines Soldaten als accomplice einer Vergewaltigung (rape) auf. Dieser hatte einen Raum betreten, in dem andere Soldaten gerade eine Frau sexuell missbrauchten. Er beobachtete den Vorgang, nahm nicht teil, schritt aber auch nicht dagegen ein. Der Court Martial begründete seine Auffassung damit, dass bloße Gegenwart nicht für die Verurteilung als accomplice ausreichen könne; dies sei bloßes Unterlassen.